# Mounseer Nongtongpaw

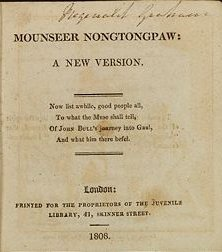
Primera página de la edición de 1808 de Mounseer Nongtongpaw.

Mounseer Nongtongpaw es un poema de 1808 erróneamente atribuido a la escritora romántica Mary Shelley. Actualmente se sabe que el autor es el dramaturgo John Taylor. El poema es una extensión de la canción homónima de Charles Dibdin y fue publicado como parte de la colección del filósofo del siglo XVIII William Godwin titulada Juvenile Library. Escrito como una serie de estrofas cómicas sobre estereotipos franceses e ingleses, Mounseer Nongtongpaw critica a John Bull por su poca capacidad de entender francés. Fue ilustrado por el amigo de Godwin William Mulready.

## Detalles de publicación

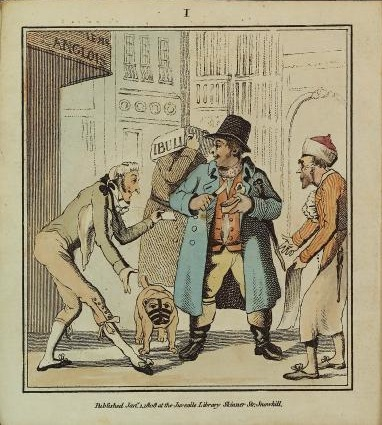
Portada de la edición de 1808 de Mounseer Nongtongpaw.

Mounseer Nongtongpaw fue publicado originalmente por la firma de William Godwin M. J. Godwin en 1808 como parte de su colección Juvenile Library. Las distintas ediciones inglesas se publicaron en 1811, 1812, 1823, y 1830 y en Filadelfia en los años 1814 y 1824. La edición original fue ilustrada por uno de los amigos de Godwin, William Mulready. La biógrafa de Shelley Emily Sunstein especula que algunos de los versos pueden haber sido escritos para coincidir con las ilustraciones, que ya estaban realizadas. El grabado en cobre se reproduce en la obra de Peter y Iona Opie Nursery Companion.

## Estructura y argumento
Mounseer Nongtongpaw está basado en una popular canción de 1796 del mismo título, compuesta por Charles Dibdin. La canción original de Dibdin se burla de los estereotipos franceses e ingleses en estrofas de cinco a diez versos, particularmente de la negación por parte de John Bull hacia la idea de aprender a hablar francés. John Bull hace numerosas consultas y siempre recibe la misma respuesta: "Monsieur, je vous n'entends pas" ("Señor, no lo entiendo"), lo cual interpreta erróneamente como "Mounseer Nongtongpaw". Comienza a creer que el Palais Royal, el Versalles, y una hermosa mujer —a la cual ve mientras recorre Francia—pertenecen a este misterioso personaje. En un funeral, al preguntar algo y recibir la misma respuesta, concluye que todo el dinero de Nongtongpaw no había podido salvarlo de la muerte. Mounseer Nongtongpaw expande los versos cómicos de Dibdin, añadiendo más eventos a la narración en estrofas más cortas, tales como preguntas sobre un banquete, un rebaño y un globo de aire caliente.

## Atribución
Mounseer Nongtongpaw fue atribuido en primera instancia a la escritora Mary Godwin (luego conocida como Mary Shelley), como si lo hubiese escrito a los diez años de edad en A Nursery Companion (1980) por Peter y Iona Opie. Don Locke apoyó este punto de vista en su biografía de William Godwin, el padre de Mary, ese mismo año. La atribución errónea continuó hasta que salió a la luz la verdad en 1960, cuando un editor reimprimió una parte de una carta escrita el 2 de enero de 1808 por William Godwin, hacia un destinatario desconocido:

Por lo tanto, le adjunto dos bocetos con los cuales yo no podría haber hecho otra cosa que traerte problemas... Lo que está escrito en letra chica es la producción de mi hija a los once años de edad, y está estrictamente modelado, tanto como lo permitía su talento infantil, a partir de la canción de Dibdin... El objetivo general es mantener la broma de que Nong Tong Paw haya sido constantemente malinterpretado como el hombre más importante de Francia.

"La canción de Dibdin" se refiere a la popular canción de Charles Dibdin, en la cual está basado el poema. Los Opie escribieron que "la presunción debe ser que los versos impresos por Godwin fueron los compuestos por su hija". En la introducción de 1831 de su novela Frankenstein, Shelley se describió en sus primeros años de vida como "una imitadora; haciendo lo que otros ya habían hecho, en lugar de sacar a la luz las sugerencias de mi propia mente".

Estimado señor,
A la mitad de nuestra corta conversación de ayer, más agradable que corta, usted expresó su deseo de recibir un boceto en prosa de aquello que deseábamos. Estoy seguro de que su amabilidad merece una retribución de parte mía, para ofrecerle todas las facilidades que estén a mi alcance. Por lo tanto, le adjunto dos bocetos con los cuales yo no podría haber hecho otra cosa que traerte problemas. Lo que está escrito en letra chica es la producción de mi hija a los once años de edad, y está estrictamente modelado, tanto como lo permitía su talento infantil, a partir de la canción de Dibdin. Esto puede considerarse una respuesta a su petición de un esbozo en prosa. El otro fue escrito por un joven de veinte años. Es muy poco legible: pero las primeras dos estrofas podrán colmarlo de respeto respetando los primeros dos diseños. 
El objetivo general es mantener la broma de que Nong Tong Paw haya sido constantemente malinterpretado como el hombre más importante de Francia.
Muchísimas gracias,
Sinceramente,
W Godwin
2 de enero de 1808.
¿Debemos enviárselo mañana a las diez o a las once horas?
Si tiene algo que comunicar, puede enviárselo a Mr. Hooley, 41, Skinner Street, Snow Hill, y llegará a mí.

La carta completa sugiere que el boceto estaba escrito en prosa, pese a que Sunstein, el antiguo propietario de la carta, argumenta que la redacción se encuentra abierta a una interpretación. Dice que "leída en forma completa, la carta indica que Mary Godwin escribió el primer texto revisado de Nongtongpaw, pero no la versión final". Argumenta que "aquella revisión de Mary Godwin se utilizó para un 'boceto en prosa' lo cual no significa necesariamente que efectivamente lo haya escrito en prosa".
Según Jeanne Moskal, una de las editoras de la versión más reciente de las obras de Mary Shelley, "puede deducirse de la carta, y corroborarse mediante otras circunstancias descubiertas por Sunstein, que el corresponsal ha sido invitado a escribir una nueva versión de la canción de Dibdin, y que, por lo tanto, ha sido el autor de la versión de 1808". Este hombre era posiblemente John Taylor, a quien Sunstein describe como "un dramaturgo veterano y escritor de distintos temas... principalmente reconocido por su poema 'Monsieur Tonson' (1796)", el cual es una sátira similar a Mounseer Nongtongpaw. Así, en la colección de las obras de Mary Shelley, el poema no se le atribuye a ella. 

## Importancia
Mounseer Nongtongpaw representa el comienzo de la carrera de Mary Shelley como escritora, aunque ya no es posible reconstruir sus contribuciones a la obra. Su boceto le fue otorgado al autor de la obra publicada como una inspiración. Lo que decía ese esbozo, sin embargo, no es sabido.